# 悼懐王
悼懐王（とうとくおう、または職、? - 紀元前776年）は、第14代箕子朝鮮王。王在位期間は、紀元前778年 - 紀元前776年。諡は悼懐王。諱は職。王位は文烈王（優）が継承。